# Jörgen Ragnarsson
Jörgen Ragnarsson, född 19 maj 1954 i Åtvidaberg, är en svensk seglare.
Han seglade för Linköpings Jolleseglarklubb. Han blev olympisk bronsmedaljör i de olympiska seglingstävlingarna 1980 i Moskva.